# لورديس بنديكتو
لورديس بنديكتو (بالإنجليزية: Lourdes Benedicto)‏ هي ممثلة أمريكية، ولدت في 12 نوفمبر 1974 ببروكلين في الولايات المتحدة.

## أعمال

### مسلسلات
- 24
- إن سي آي إس
- في

## وصلات خارجية
- لورديس بنديكتو على موقع IMDb (الإنجليزية)
- لورديس بنديكتو على موقع ألو سيني (الفرنسية)
- لورديس بنديكتو على موقع أول موفي (الإنجليزية)
- لورديس بنديكتو على موقع قاعدة بيانات الأفلام السويدية (السويدية)
- لورديس بنديكتو على موقع قاعدة بيانات الفيلم (الإنجليزية)
- لورديس بنديكتو على موقع كينوبويسك (الروسية)